# 塞维尼亚克 (大西洋比利牛斯省)
塞维尼亚克（法語：Sévignacq，法語發音：[seviɲak]）是法国大西洋比利牛斯省的一个市镇，属于波城区。

## 地理
塞维尼亚克（43°26'30"N, 0°15'46"W）面积17.43 平方千米，位于法国新阿基坦大区大西洋比利牛斯省，该省份为法国东南部省份，涵盖了贝阿恩与北巴斯克，西临大西洋比斯開灣，北至朗德省，东北接热尔省，东临上比利牛斯省，南与西班牙接壤。
与塞维尼亚克接壤的市镇（或旧市镇、城区）包括：巴兰克、卡雷尔、科斯莱达-吕布-博阿斯特、埃斯库贝斯、拉讷科布、拉斯克拉沃里、米奥桑拉尼斯、穆乌。
塞维尼亚克的时区为UTC+01:00、UTC+02:00（夏令时）。

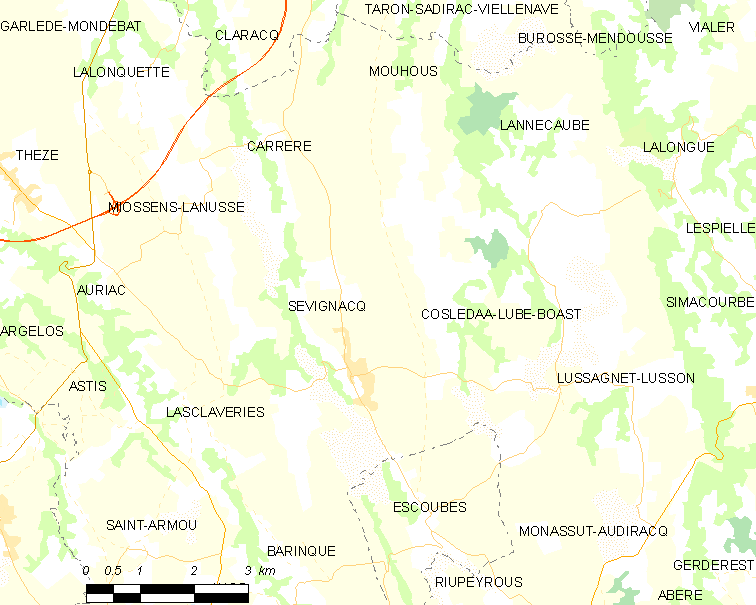
塞维尼亚克的OSM定位图

## 行政
塞维尼亚克的邮政编码为64160，INSEE市镇编码为64523。

## 政治
塞维尼亚克所属的省级选区为吕伊河土地和维克比伊山坡县。

## 人口

1962-2008年间塞维尼亚克人口变化图示

塞维尼亚克于2022年1月1日时的人口数量为796人。